# Svappanjaure
Svappanjaure är en sjö i Sorsele kommun i Lappland och ingår i Umeälvens huvudavrinningsområde. Sjön har en area på 0,276 kvadratkilometer och ligger 577,3 meter över havet. Svappanjaure ligger i Vindelfjällen Natura 2000-område. Sjön avvattnas av vattendraget Tjåterbäcken.

## Delavrinningsområde
Svappanjaure ingår i det delavrinningsområde (729219-152772) som SMHI kallar för Utloppet av Svappanjaure. Medelhöjden är 629 meter över havet och ytan är 1,82 kvadratkilometer. Räknas de 2 avrinningsområdena uppströms in blir den ackumulerade arean 65,88 kvadratkilometer. Tjåterbäcken som avvattnar avrinningsområdet har biflödesordning 3, vilket innebär att vattnet flödar genom totalt 3 vattendrag innan det når havet efter 344 kilometer. Avrinningsområdet består mestadels av skog (78 procent). Avrinningsområdet har 0,28 kvadratkilometer vattenytor vilket ger det en sjöprocent på 15,3 procent.